# Jiří Roll
Jiří Roll (18. května 1914, Tábor – 18. srpna 2000, Praha) byl český režisér, herec a scenárista.

## Život
Jiří Roll se narodil 18. května 1914 v Táboře jako Jiří Čapek. Po maturitě na gymnáziu studoval na Pedagogické fakultě Univerzity Karlovy v Praze a zároveň vystudoval hudební a dramatické oddělení Státní konzervatoře.Po ukončení studia v Praze působil Národní divadle Moravskoslezském a ve Státním divadle v Ostravě. Zde také začal spolupracovat s rozhlasem, jako herec i režisér slovesných i hudebních pořadů. Činoherní herectví ale musel kvůli onemocnění hlasivek opustit a v roce 1954 se stal na doporučení šéfrežiséra Československého rozhlasu Josefa Bezdíčka rozhlasovým režisérem. Se znalostmi z divadelní praxe pak založil a dvacet pět let vedl zájezdový soubor umělců kteří vystupovali i v jeho rozhlasových pořadech, např. Vlasta Fabiánová, Bohuš Záhorský, Dana Medřická, Eduard Kohout.Jeho rozhlasová práce sahala od skečů a drobných literárních útvarů až k rozměrným činoherním titulům a literárním pořadům. V roce 1976 odešel do důchodu. Zemřel v Praze 18. srpna 2000.

## Filmografie
- Farářův konec (1968) – farář
- 105% alibi (1959) – policejní lékař
- V trestném území (1950) – Cimr, tajemník A.C. Olympia
- Žízeň (1949) – referent Šejna
- Portáši (1947) – Martin

## Režijní tvorba

### Rozhlasové hry
- Karel Čapek: Bílá nemoc (1958)
- Gotthold Ephraim Lessing: Moudrý Nathan (1960)
- Alphonse Daudet: Listy z mého mlýna (1962)
- Josef Bor: Terezínské rekviem (1964)
- Oldřich Daněk:Dialog v předvečer soudu (1967), Československý rozhlas, hráli: profesor: Karel Höger, prokurátor: Otakar Brousek, sestra: Julie Charvátová, režie: Jiří Roll.
- Svatopluk Čech: Výlet pana Broučka do 15. století (1968)
- Vladimír Vojnovič: Smrt matky Jugovičů (1968)
- Oscar Wilde: Strašidlo cantervillské (19710)
- Titus Maccius Plautus: Lišák Pseudolus (1970)
- William Shakespeare: Večer tříkrálový aneb Cokoli chcete (1974)[5]

### Četby na pokračování
- Jaroslav Hašek: Osudy dobrého vojáka Švejka za světové války (1956)
- Ivan Olbracht: Nikola Šuhaj loupežník (1959)
- Sinclair Lewis: Hlavní třída (1976)
- Barbara Gordonová: Tančím tak rychle, jak dokážu (1991)